# Тогиз
Тоги́з (каз. Тоғыз) — село у складі Шалкарського району Актюбінської області Казахстану. Адміністративний центр Тогизького сільського округу.
Населення — 427 осіб (2021; 609 у 2009, 672 у 1999, 830 у 1989).